# ミュスカデ

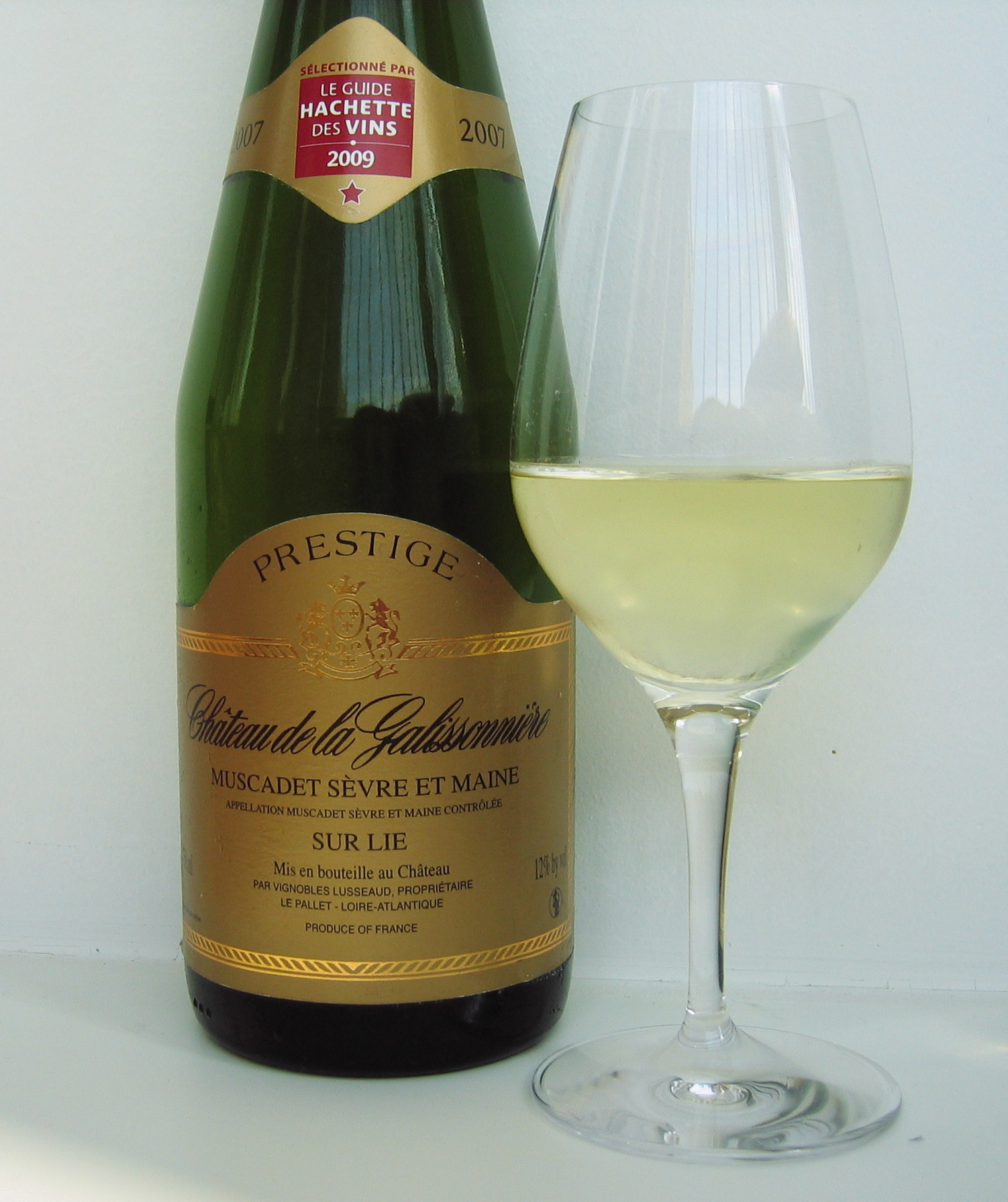
ミュスカデ

ミュスカデ（Muscadet）は、フランスのロワール川河口付近で作られるAOCワインである。軽く、さっぱりとした味わいの辛口白ワインである。

## 名称について
フランスのAOCワインは、村名、その区域を代表する村名、またはその地域の通称名を用いたものが多い。しかしこのミュスカデは、使用されているぶどう品種「ムロン・ド・ブルゴーニュ」がマスクメロンに似た香りを持っているから名付けられたとされている。

## 歴史
この地方でワインが作られるようになったのは、ローマ皇帝プロブスのころ、3世紀の半ばころとされている。18世紀の初め頃に、今のようなミュスカデの形ができたという。

## 栽培区域
海から10kmほどの所から、110km内陸に入った村まで、広い範囲に及ぶ。ロワール＝アトランティック県の70か村、南東に接するメーヌ＝エ＝ロワール県の10か村、それに南隣のヴァンデ県の4か村が指定地域になっている。

## AOC
ミュスカデ地区には、次のAOCがある。
- ミュスカデ・ド・セーヴル・エ・メーヌ（Muscadet-Sèvre et Maine）

1936年にAOCに指定された。ロワール＝アトランティック県の21か村とメーヌ＝エ＝ロワール県の2か村が栽培区域で、8217haのぶどう畑がある。現在ミュスカデとして出回っているワインの大半はこれである。
- ミュスカデ・コトー・ド・ラ・ロワール（Muscadet-Coteaux de la Loire）

上記と同じ1936年に指定され、二つの県の24か村にまたがっているが、ぶどう畑は189haのみである。
- ミュスカデ・コート・ド・グランリュー（Muscadet-Côtes de Grandlieu）

1994年に公認された新しい栽培地域。グラン・リュー湖周辺の、ロワール＝アトランティック県の17か村と、ヴァンデ県の2か村、併せて290haで作られている。

## ワインの特徴
淡いマスカットに似た香りを持つ、フレッシュでフルーティーな辛口の白ワインで、強い酸味がある。AOCワインの中では、価格が安く、千円前後で売られているものもある。魚介類に良く合う。また、すしなど和食にも合わせやすいワインの一つである。「スュル・リー（sur lie）」の表示のあるものが多いが、これはワインの醸造中におりをひかないで生産されたものの意味である。